# 交通部公路局新竹區監理所
交通部公路局新竹區監理所為中華民國交通部公路局所屬機關。

## 沿革
1946年「臺灣省公路管理局施政計畫」實施，8月1日台灣省公路局成立。10月公路局於臺北、臺中、高雄設三個段監理辦公處，臺北段監理辦公處轄下設基隆、羅東、桃園、新竹監理站。
1949年11月1日，公路局撤銷所有監理段及監理站。
1952年2月10日，「臺灣省交通處公路局新竹區監理所」成立，地址位於新竹市東區自由路10號，並設「桃園監理站」及「苗栗監理站」。
1983年9月1日，新竹區監理所成立「中壢監理分站」。
1993年12月1日，因應1983年7月新竹市升格為省轄市，新竹區監理所原址無法因應業務擴增之需求，遷移至原屬青果運銷合作社之廠場土地興建辦公廳舍及考驗場及檢驗室，即為現址。原址成立「新竹市辦事處」。
1997年6月17日，新竹區監理所新竹市辦事處改制成立「新竹市監理站」。
1999年7月1日，臺灣省公路局因精省改隸直屬交通部，新竹區監理所更名為「交通部公路局新竹區監理所」。
2002年1月30日，《交通部公路局組織條例》施行，新竹區監理所更名為「交通部公路總局新竹區監理所」。
2002年5月8日，新竹區監理所中壢監理分站升格為「中壢監理站」。
2018年1月15日，《交通部公路總局組織條例》修正名稱為《交通部公路總局組織法》。原交通部公路總局竹苗區車輛行車事故鑑定會移入新竹區監理所管轄，新竹區監理所稅費管理課及自用車裁罰課合併為企劃及裁罰科。
2023年9月15日，因應《交通部公路局組織法》公布，交通部公路總局變更為「交通部公路局」，新竹區監理所變更為「交通部公路局新竹區監理所」，所屬機關之名稱亦有變動。

## 組織編制
- 所長
  - 副所長(2位)
    - 車輛管理科
    - 駕駛人管理科
    - 運輸管理科
    - 企劃及裁罰科
    - 交通安全科
    - 監理資訊科
    - 秘書室
    - 人事室
    - 主計室
    - 政風室
    - 竹苗區車輛行車事故鑑定會[3]

### 下轄監理站
- 新竹市監理站
- 桃園監理站
- 中壢監理站
- 苗栗監理站

## 歷任首長
| 姓名   | 就任時間 |
| ------ | -------- |
| 柯武   |          |
| 張朝陽 |          |
| 林翠蓉 | 104年    |
| 黃萬益 | 109年2月 |
| 吳季娟 | 110年6月 |